# Cetra (label)
Pour les articles homonymes, voir Cetra.
Cetra est une label discographique italien, actif entre 1933 et 1957, année au cours de laquelle la fusion avec Fonit a donné naissance à Fonit Cetra.

## Histoire
La C.e.t.r.a. (Compagnia per edizioni, teatro, registrazioni ed affini) est fondé à Turin le 10 avril 1933. Parmi les artistes produits figurent entre-autres Maria Callas, Renata Tebaldi, Lina Pagliughi, Ebe Stignani, Carlo Bergonzi, Galliano Masini, Giovanni Malipiero, Ferruccio Tagliavini, Carlo Tagliabue, Rolando Panerai, Italo Tajo, Giuseppe Taddei, Tancredi Pasero et Cesare Siepi.
Au début des années 1950, Cetra réalise de nombreux enregistrements d'opéras de Verdi rarement entendus qui coïncident avec le 50e anniversaire de la mort du compositeur survenue en 1901. Les albums d'opéra Cetra sont distribués aux États-Unis sur le label Cetra-Soria. À partir de 1966, plusieurs disques Cetra sont publiés aux États-Unis par Everest Records.
Cetra a produit des enregistrements de musique populaire depuis la Seconde Guerre mondiale jusqu'aux années 1960. Par un acte du 16 décembre 1957, Fonit et Cetra décident de fusionner en une nouvelle société, Fonit Cetra ; le label Cetra continue à exister au sein de la nouvelle société.